# Clepticus parrae

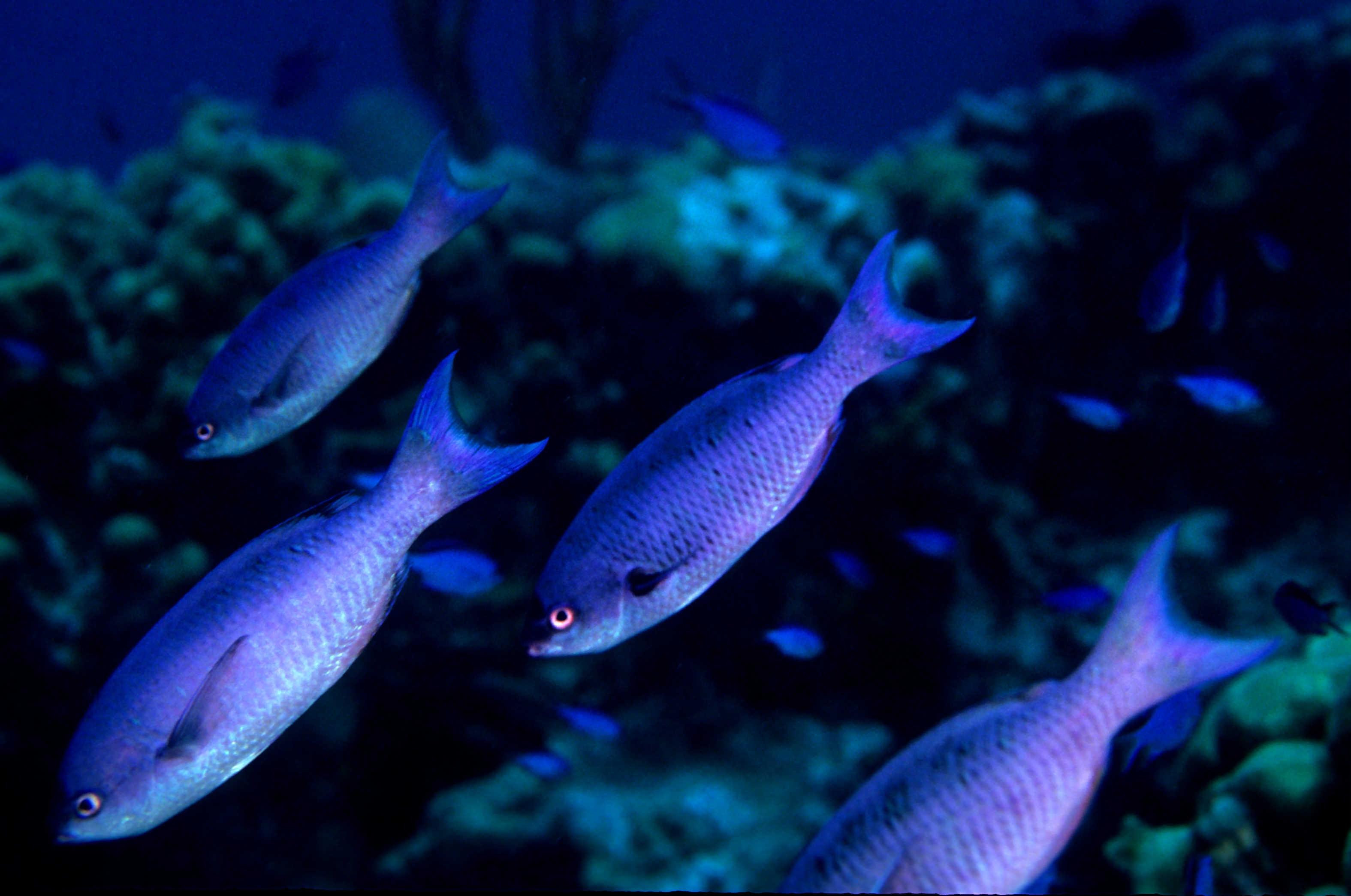
Adulti

Clepticus parrae (Bloch & Schneider, 1801) è un pesce di acqua salata appartenente alla famiglia Labridae.

## Distribuzione e habitat
Proviene dalle barriere coralline dell'ovest dell'oceano Atlantico, in particolare da Florida, Bahamas e tutto il Golfo del Messico. Nuota tra 10 e 40 m di profondità, anche se solitamente non scende sotto i 30.

## Descrizione
Presenta un corpo di forma ovale, compresso lateralmente, con la testa dal profilo leggermente appuntito. La lunghezza media è di 22 cm, la massima di 30. Raggiunge il peso di 320 g. I giovani hanno una colorazione viola-rossastra, con il dorso più scuro e le pinne rosse e trasparenti. Gli adulti, invece, sono prevalentemente violacei, spesso con un'area più scura sulla testa e sulle pinne pettorali; a volte la zona della pinna anale è coperta da un'area giallastra dai confini irregolari. A differenza delle altre due specie di questo genere, C. brasiliensis e C. africanus, la pinna caudale è a forma di mezzaluna, ma non presenta raggi filamentosi.

## Biologia

### Comportamento
Nuota in banchi non particolarmente grandi, di solito composti da pochi esemplari.

### Alimentazione
La sua dieta, prevalentemente carnivora, è composta soprattutto da piccoli invertebrati acquatici come Tunicati, larve di gasteropodi, pteropodi, meduse, sifonofori e crostacei, in particolare ostracodi, stomatopodi, granchi, gamberi e copepodi (Euchaeta, Undinula, Candacia).

### Predatori
È spesso preda di pesci più grandi come Scomberomorus regalis, Lutjanus jocu e Epinephelus striatus.

### Riproduzione
È oviparo, ermafrodita e la fecondazione è esterna. Non ci sono cure nei confronti delle uova. Le femmine diventano maschi quando hanno una lunghezza intorno ai 15.78 cm.

## Conservazione
Questa specie viene classificata come "a rischio minimo" (LC) dalla lista rossa IUCN perché è diffusa in alcune aree marine protette e non sembra essere minacciata da particolari pericoli.